# Dům čp. 176 (Štramberk)
Dům čp. 176 stojí na ulici Zauličí ve Štramberku v okrese Nový Jičín. Z části roubený dům byl postaven v roce 1796. Ministerstvem kultury České republiky byl prohlášen za kulturní památku ČR roce 1995 a je součástí městské památkové rezervace.

## Historie
Podle urbáře z roku 1558 bylo na náměstí postaveno původně 22 domů s dřevěným podloubím, kterým bylo přiznáno šenkovní právo a sedm usedlých na předměstí. Uprostřed náměstí stál pivovar. V roce 1614 je uváděno 28 hospodářů, fara, kostel, škola a za hradbami 19 domů. Za panování jezuitů bylo v roce 1656 uváděno 53 domů. První zděný dům čp. 10 byl postaven na náměstí v roce 1799. V roce 1855 postihl Štramberk požár, při němž shořelo na 40 domů a dvě stodoly. V třicátých letech 19. století stálo nedaleko náměstí ještě dvanáct dřevěných domů.
Původní roubený dům čp. 176 byl postaven v roce 1796 jak je doloženo na středovém trámu v jizbě. V průběhu let byl několikrát opravován. Objekt je příkladem původní předměstské zástavby ve Štramberku.

## Stavební podoba
Dům je přízemní částečně roubená stavba obdélníkového půdorysu orientovaná zděnou štítovou stranou k ulici. Původní dispozice dvojdílná po přestavbě je trojdílná dispozice se síní, komorou a jizbou. Dům je postaven na vysoké kamenné podezdívce, která vyrovnává svahovou nerovnost a má valeně klenutý sklep se samostatným vchodem. Štítové průčelí roubené části je dvouosé. Štít je svisle bedněný s výzorníky ve tvaru čtverce postaveného na roh a podlomenicí v patě štítu. Zděné štítové průčelí je bez oken, štít má dvě okna a výklenek s půlkruhovým zakončením. Rohy zděné části jsou zaoblené, stěny jsou zakončeny profilovanou korunní římsou. Jižní okapová strana má dvě okna v roubené části, vchod a jedno okno ve zděné části. K roubené části je přistavěna pavláčka s vyřezávanou poprsní. Střecha je sedlová. Vstupní chodba má trámový strop a schodiště na půdu, byla zde i pec. Světnice mají trámový záklopový strop na středovém trámu je datace 1796.